# Íasión
Íasión je v řecké mytologii syn nejvyššího boha Dia, ochranný bůh úrodného nitra země. 
Kraloval podle některých mýtů v Thessálii nebo v Arkádii. Svým postavením patřil k nižším bohům. Zamilovala se však do něho bohyně Démétér a má s ním syna Plúta, který se stal bohem bohatství. 
Když se o lásce k Démétře dozvěděl nejvyšší bůh Zeus, hrozně se rozhněval, protože se sám dříve o ni usilovně ucházel. Svého soka Íasióna potrestal bleskem, možná ho i uvěznil v podsvětí.